# Марышка, Милан
Милан Марышка (23 марта 1943 г. в Жамберке — 4 декабря 2002 г. в Израиле) — чешский кинодокументалист, режиссёр и фотограф.

## Деятельность
Уроженец Жамберка, Марышка поступил в Факультет кино и телевидения Академии исполнительских искусств в Праге но был исключен из Академии в период тоталитарного режима, из-за своего документального фильма о Яне Палахе.
Ему не разрешали снимать фильмы до конца 1980-х, и только в конце 80-х им были созданы ценные документальные фильмы тогдашнего Советского Союза, как например цикл: «Jenisej, člověk a řeka» (Енисей, человек и река).
В 1988 году он посетил Армению вместе с чешской журналисткой Даной Мазаловой, где они сняли фильм «Země pod Araratem» (Страна под Араратом) о землетрясении в Армении.
После 1989 года он несколько раз представлял свои фильмы на вечерах Демократического движения Масарика в Театре Коловрат (в программах о чехословацких легионах) вместе с режиссёром Властимилом Венцликом . С 1990 по 1995 год он также появлялся в сопроводительных программах на выставках (Масарик — Человек и искусство), организованых Демократическим движением Масарика. В 1994 году он снял документальный фильм «Zapomenutí krajané» (Забытые соотечественники) о чехах, живущих в казахской степи. В 1996 году отправился в бывший Советский Союз с путешественником Мирославом Зикмундом. В Сибири он также снял четырёхсерийный цикл «Sibiř peklo, nebo ráj» (Сибирь, ад или рай).
С его именем связаны важные документальные циклы, отражающие историю Чехословакии :
- Zač jsme bojovali (За что мы боролись) — документальный сериал из четырёх частей о борьбе и жизни чехословацких легионеров.
- Svobody se nevzdáme (Не откажемся от свободы) — четырёхчастный цикл о борьбе чехов и словаков за свободу Родины во Bторой мировой войне
- Ztráta paměti (Потеря памяти) — документальная тетралогия о людях, попавших в коммунистическую тюрьму
- Český holocaust (Чешский Холокост) — четырёхсерийный документальный фильм, завершающий обширное картирование современной чешской истории.

Милан Марышка скончался во время съемок финальной части «Чешского Холокоста» в Израиле. Он был соучредителем фонда «Человек в беде», для которого также снял ряд фильмов. В 2001 г. был удостоен премии Фердинанда Перутки.